# لوكاندة بير الوطاويط (رواية)
لوكاندة بير الوطاويط هي الرواية السابعة للكاتب المصري أحمد مراد والصادرة عن دار الشروق لعام 2020. تأتي الرواية على شكل يوميات كُتبت في القرن التاسع عشر في القاهرة، وتعود لمصور فوتوغرافي ومحقق جنائي يدعى «سليمان أفندي السيوفي»، وصف من خلالها تفاصيل تحقيق كلف به للتقصي حول مصرع أحد الباشوات بطريقة شنيعة، ليكتشف أسرار غامضة ومحيرة.
في منتصف القرن التاسع عشر تبدأ سلسلة جرائم بشعة تستهدف أبناء الطبقة الحاكمة في مصر، لكن شخص واحد استطاع أن يمسك بطرف الخيط المؤدي للكشف عن الجاني، ذلك الرجل هو ساكن (لوكاندة بير الوطاويط) التي اختارها الروائي المصري أحمد مراد عنوانا لأحدث روايته.
الرواية الصادرة عن دار الشروق في القاهرة تأتي في 253 صفحة من القطع المتوسط وهي السابعة في رصيد الكاتب الحاصل على جائزة الدولة للتفوق في الآداب.
تنطلق الأحداث من عام 2019 أثناء ترميم (لوكاندة بير الوطاويط) المجاورة لمسجد أحمد بن طولون في حي السيدة زينب حيث عُثر على يوميات تعود لعام 1865 مدفونة وراء حائط الغرفة رقم سبعة بالطابق الثالث في اللوكاندة ومحفوظة بشكل جيد.
صاحب اليوميات هو سليمان جابر السيوفي الذي عمل مصورا للموتى لسنوات، قبل إنشاء جهاز شرطة منظم، وله خبرة كبيرة في تحليل الجرائم وإن كان في الوقت ذاته غريب الأطوار وذو خيال واسع.
يعود المؤلف للقرن التاسع عشر ليبدأ سرد الأحداث من واقع المذكرات التي دونها صاحبها في متوالية رقمية وليس بتواريخ الأيام ويختار لنا المذكرات من رقم 34 إلى 53 فقط وهي إن بدت قليلة فبداخلها أحداث اجتماعية وسياسية وتاريخية غاية في الإثارة.

## موضوع الرواية
أثناء ترميم «لوكاندة بير الوطاويط» المجاورة لمسجد «أحمد ابن طولون» بحي «السيدة زينب»، يتم العثور على يوميات تعود إلى سنة 1865م، مدفونة وراء حائط الغرفة رقم سبعة بالطابق الثالث بمبنى اللوكاندة، ومحفوظة بشكل جيد.
اليوميات من نمرة "34" إلى "53" دون حذف أو تنقيح، وهي اليوميات الوحيدة التي تصلح للنشر، أرّخ فيها مصوّر الموتى «سليمان أفندي السيوفي» في سنوات ما قبل إنشاء جهاز بوليس منظم، حين تم تكليفه بتقصي الحقيقة حول مصرع أحد الباشوات بطريقة شنيعة.
بخبرته الموروثة في تحليل مسرح الجريمة، يكتشف «سليمان أفندي» أن الوفاة وراءها قتل عمد، والفاعل ترك مع ضحيته تذكارّا، قبل أن يكتشف أن تلك الجريمة، ليست سوى الجريمة الأولى في سلسلة من الاغتيالات، أدرك دون مجهود، أنها ستنتهي به.

## شخصيات الرواية
- سليمان السيوفي: بطل الرواية، وهو مصور فوتوغرافي ومحقق جنائي، تُسرد الأحداث من منظوره، يُكلف بالتحقيق في مصرع أحد الباشوات بطريقة بشعة، ويظهر كشخص ذكي وفطن، يحلل مسرح الجريمة ببراعة وماهر في تشريح الجثث، ورغم براعته، فهو غريب الأطوار ويملك خيالًا واسعًا.

- داغر بك: يظهر كرجل نافذ وذو سلطة، وقد بُترت قدمه جراء حادث تعرض له، هو أحد المقربين من الخديوي إسماعيل، ويتولى تكليف سليمان السيوفي بالتحقيق في القضية، حيث يتابعه عن كثب طوال أحداث القصة.

- عنتر: ذبابة حجمها أكبر بكثير من الطبيعي يربيها سليمان السيوفي ويخصص لها غرفة في شقته باللوكاندة، لكنها تظهر كذبابة غير عادية فهي حكيمة وتساعد سليمان في اتخاذ القرارات الصعبة.

- بوراك الأرناؤوطي: مفتش قواصة شرق القاهرة، يظهر كرجل متعجرف، يكن العداء لسليمان السيوفي بعد أن اتهم أحد رجاله في قضية سرقة محل مجوهرات، وطوال الأحداث وهو يحاول إفشال خطط سليمان ويعارض قراراته.

- الحكيمباشي ساسون: رجل طيب يساعد سليمان السيوفي، ويقدم له النصح ويتتبع حالته الصحية، ويصر عليه دائما في تناول عشبة يوحنا التي وصفها له.

- عزيزة الشبكشي: هي امرأة تربطها بسليمان علاقة رغم أنها متزوجة، حيث يعبر سليمان عن حبه لها بدلال واضح، ويستعرض اللحظات الجميلة التي يقضيها برفقتها.

- قشطة: جارية إفريقية جميلة يشتريها سليمان من وكالة المحروقي، يهيم بها حبًا ويتزوجها بمباركة من عنتر، رغم اكتشافه بأن لها ذيل وتنتمي لقبيلة أكلي لحوم البشر.

- بشماف جودت أنزور: مدير لوكاندة بير الوطاويط، وهو رجل شركسي يعتبره سليمان من أعدائه لأنه دس له السم في طعامه وقام بالتدليس بشأنه لدى القواصة بهدف طرده من الغرفة التي يستأجرها.

## كاتب الرواية
أحمد مراد، كاتب ومُصَوِر ومُصَمِم رسُوِميَات. من مواليد القاهرة عام 1978. تخرج من مدرسة «ليسيه الحرية» قبل أن يلتحق بالمعهد العالي للسينما قسم التصوير السينمائي، تخرج عام 2001 ونالت أفلام تخرجه «الهائمون - الثلاث ورقات - وفي اليَوم السابع» جوائز للأفلام القصيرة في مهرجانات بإنجلترا وفرنسا وأوكرانيا. صدرت له رواية «فيرتيجو» (2007)، وتُرجمت إلى الإنجليزية والفرنسية والإيطالية وتم تحويلها إلى مسلسل عام 2012. وصدر له رواية «تراب الماس» عن دار الشروق (2010) التي تُرجمت إلى الإيطالية، بالإضافة إلى رواية «الفيل الأزرق» (2012).

## اقتباسات
- «تبدو الحقيقة، والساعي وراءها، نجمين، نظنهما بالمرصد الفلكي مُتجاورَيْن، لكنهما في الحقيقة، بعيدان كل البُعد!».
- «يا أيها الإنسان، كم أنت هيّن وهشّ وهزيل! تمشي على الأرض فتتعثر في أحجار الخبث والخيانة والمُعاناة، ثم تنهال عليك الكلاب والقرود والضباع لتنهش ما تبقى من سيرتك العطرة، وتمحو بدونيتها ونجاستها حياة ذكية، بذلت فيها كل التضحيات كي ترتفع إلى سماء المجد، وتتعطر بعطر الخالدين ممن قدموا للإنسانية خدمات جليلة، وسطّروا أسماءهم بحروف من ياقوت ومرجان في سجل التاريخ، وأصبحوا نبراسًا تتحاكى بهم الأمم، حقًّا، ما يبكي على الميّت إلا كفنه».
- «هأنذا أرسلكم كغنم في وسط ذئاب فكونوا حُكماء كالحيات وبُسطاء كالحمَام».
- «لا تخافوا من الذين يقتلون الجسد، بل خافوا مَن يقدر أن يهلك الجسد والروح معًا في جهنم».
- «فالملاحم تؤكد بأن الرسالات لا تهبط إلا على مَن أصابه الخذلان والأسى، مَن تهافتت الشرور عليه وتكالب عليه الأعداء».
- «فمَن قَتل يُقتل ولو بعد حين».
- «حين تأتي العلامة من الله، اغتنمها دون تردُّد أو تفكير».
- «النساء هن الدواهي والدوا هُنَّ، لا طيب للعيش بِلا هُنَّ، والبلا، هُنَّ»
- «علامات الحب تشبه علامات الساعة، نسمع عنها ولكن لا نراها، ما هو الحُب؟ هل هو الاشتياق؟ كما يشتاق النبات للشمس والهواء؟ كما يشتاق الهجين لغزو الأجساد؟ أم أنه اسم مُهذب للرغبة؟»
- «لأن حياة النعاج دون ضار مفترس تفقد الإحساس بمتعة الهروب، تجعل القطعان ناعسة خاملة وممتلئة بالغباء»
- «ما أضيق الباب وأكرب الطريق الذى يؤدّي إلى الحياة، وقليلون هم الذين يجدونه»

## وصلات خارجية
- صفحة رواية لوكاندة بير الوطاويط على موقع جود ريدز